# Juan Trujillo Domínguez
Juan Trujillo Domínguez, (Las Palmas de Gran Canaria, 29 de junio de 1913 - ibidem 23 de abril de 1979) conocido como "Hiche" fue un futbolista español que jugaba de delantero interior durante los años 1930 y 1940.

## Biografía
Juan Trujillo empieza jugando en 1929 con el Marino FC fichando por el Club Deportivo Gran Canaria en 1931.
En 1933, es fichado por el FC Barcelona. Debuta en partido oficial el 18 de febrero de 1934 ante el Racing de Santander en la jornada 16 del campeonato nacional de Liga. Con el Barça jugó 9 partidos de Liga y 2 de Copa. También jugó 37 partidos no oficiales.
Fichó por el Girona FC en 1936, con quienes jugó tres temporadas en segunda división, con la interrupción de la Guerra Civil. En 1941 ficha por el Real Betis, con quienes consigue el ascenso a primera. Se marchó la siguiente temporada al Real Murcia, encadenando una sola temporada también con ellos así como el CD Castellón y con el CE Constancia. Se retira 1946 en el Unión Marina de su ciudad natal.
Jugó un partido con la selección catalana.

## Palmarés
Con el FC Barcelona:
- Campeón de Cataluña en 1935